# Chameleux
Chameleux est un hameau de la ville belge de Florenville située en Région wallonne dans la province de Luxembourg. Il se trouve immédiatement en bordure de la frontière française délimitée par la Marche (un ruisseau affluent de la Chiers), à côté de la commune française de Williers.
Les fondations d’un relais de poste sur la voie romaine Reims-Trèves y furent découvertes lors de fouilles archéologiques. Cela indique que la localité est de grande ancienneté et était alors plus importante qu’elle ne l’est aujourd’hui. À part un restaurant très fréquenté, le hameau (qui forme clairière dans le bois du Banel) ne compte aujourd’hui que quelques maisons.